# Corral de la Encarnación
El Corral de la Encarnación es un inmueble ubicado en el barrio de Triana (Sevilla), de la ciudad de Sevilla (España), inscrito como Lugar de Interés Etnológico por la Junta de Andalucía.

## Descripción
El Corral de vecinos de la Encarnación se encuentra ubicado en una parcela, que constituye parte del terreno donde antiguamente se encontraba ubicada la Capilla de la Encarnación que da nombre al corral, en la actualidad taponado por dos casas debiendo accederse al inmueble objeto de la inscripción por un pasillo situado entre ambas.
La edificación está dispuesta en dos bloques de una planta de altura, quedando entre ambos un ancho patio que ventila e ilumina las viviendas que se alinean a cada lado en número de once. Al fondo del conjunto existe una edificación posterior a modo de almacén y al final de cada bloque de viviendas sendas escaleras que facilitan el acceso a dos azoteas que discurren encima de los tres últimos partidos o viviendas de cada lado. Otra edificación situada en el medio del bloque derecho de viviendas está destinada en la actualidad a servicios comunes.
La construcción es de muros de carga de ladrillo macizo de 30 y hasta 45 cm de espesor, sobre los que se apoya la cubierta. Esta, es inclinada y, según los casos está formada por teja árabe o fibrocemento sobre estructuras de madera o metálicas. Las viviendas o partidos, tal como son denominadas por los usuarios, están adosadas unas a otras, divididas en dos hileras separadas por el patio, y configuran individualmente un sistema de doble crujía: La primera ocupada por la sala de estar y el comedor y la segunda (crujía) por un dormitorio y la cocina, y en algunos casos el aseo. La ventilación se obtiene mediante puertas y ventanas orientadas al patio. 
Tanto las fachadas de los partidos como algunas zonas del patio están encaladas y las puertas y persianas pintadas de colores vivos. Conviene destacar aquí como bastante positiva la distribución que presenta este corral y los partidos adosados, en cierto modo bastante independiente, en cuanto a estancias domésticas básicas y disposición de éstas, y al mismo tiempo configurando un espacio común en torno a un patio donde se producen los mayores exponentes de la sociabilidad colectiva, vividos por la comunidad con identidad propia que en la actualidad habita el lugar.
El patio es rectangular y discurre delante de las dos hileras de viviendas de que consta el corral. Este espacio es el centro de la vida social del corral. Sus elementos muebles que tienen igualmente valor etnológico como elementos específicos de uso y ornamentación del patio (la fuente, arriates y arbustos) están encalados, y otros como las macetas y otros elementos de decoración, pintados. Es digna de mención aquí la solería a base de losas de Tarifa, en buen estado de conservación y con gran valor dada su vinculación al corral. La fuente, los arriates, árboles y arbustos se encuentran situados simétricamente en el centro del patio, mientras que a las puertas de los partidos se sitúan macetas y otros elementos decorativos florales.
En esta zona central es donde frecuentemente se han celebrado los bautizos, santos, cumpleaños y otros ritos relacionados con el ciclo vital y simbólico-ceremonial del corral, el barrio de Triana y la ciudad de Sevilla como por ejemplo las Cruces de Mayo, la preparación del Rocío o la Velá de Santa Ana.
Con respecto a los habitantes del corral, muchos (tanto jóvenes como de edad avanzada) han nacido en ese espacio o al menos ha transcurrido lo mayor parte de su vida en el lugar referido. Este hecho, junto con la existencia de una comunidad con identidad propia, donde se producen liderazgos, mecanismos de reciprocidad y ayuda mutua, etc., han favorecido el interés de los vecinos por continuar con su forma de vida tradicional aunque las condiciones higiénico-sanitarias y de habitación son en algunos casos deficientes.
En definitiva, en el corral de Pagés del Corro 128, y sobre todo en torno al patio, se ha configurado un sistema de vida colectivo, desarrollándose los aspectos más significativos de esta forma específica de habitación andaluza.